# Nous finirons ensemble
Série
Les Petits Mouchoirs
Pour plus de détails, voir Fiche technique et Distribution.
Nous finirons ensemble est une comédie dramatique franco-belge écrite et réalisée par Guillaume Canet, sortie en 2019.
Il s'agit de la suite du film à succès Les Petits Mouchoirs du même réalisateur, sorti en 2010.

## Synopsis
Après s'être perdu de vue pendant plus de trois ans, la bande d'amis se retrouve pour fêter les soixante ans de Max.

## Fiche technique
Sauf indication contraire, les informations mentionnées dans cette section peuvent être confirmées par la base de données cinématographiques IMDb,  présente dans la section « Liens externes ».
- Titre original : Nous finirons ensemble
- Réalisation : Guillaume Canet
- Scénario : Guillaume Canet et Rodolphe Lauga
- Musique : n/a
- Décors : Philippe Chiffre
- Costumes : Carine Sarfati[1]
- Photographie : Christophe Offenstein
- Son : Jean-Paul Hurier, Rémi Daru, Charles Michaud
- Montage : Hervé de Luze
- Production : Alain Attal
  - Direction de production : Solveig Rawas
  - Production exécutive : Sandrine Paquot
  - Production déléguée : Xavier Amblard
  - Production associée : Philippe Logie
  - Coproduction : Guillaume Canet
- Sociétés de production[2] :
  - France : Trésor Films et Pathé Films, en coproduction avec Caneo Films, EuropaCorp et M6 Films, avec la participation de Canal+, Ciné+, M6 et W9
  - Belgique : Cinéart, en coproduction avec Artémis Productions, VOO et BeTV, en association avec Shelter Prod, avec le soutien de Taxshelter. Be et Tax Shelter du Gouvernement Fédéral Belge
- Sociétés de distribution[3] : Pathé Distribution (France) ; Cinéart (Belgique) ; Sphère Films (Québec) ;  Agora Films Suisse (Suisse romande)
- Budget : 16,3 millions d’ €[4]
- Pays de production :  France,  Belgique
- Langue originale : français
- Format[5] : couleur - DCP Digital Cinema Package - 2,35:1 (Cinémascope)
- Genre : comédie dramatique, romance
- Durée : 134 minutes
- Dates de sortie[6] :
  - France, Belgique, Suisse romande : 1er mai 2019[7],[8]
  - Québec : 28 juin 2019[9]
- Classification[10] :
  - France : tous publics[11]
  - Belgique : tous publics (Alle Leeftijden)[7]
  - Suisse romande : interdit aux moins de 12 ans[12]
  - Québec : tous publics (G - General Rating)[9]

## Distribution
- François Cluzet : Max, l'ex mari de Véronique
- Marion Cotillard : Marie
- Gilles Lellouche : Éric
- Laurent Lafitte : Antoine
- Benoît Magimel : Vincent, l'ex mari d'Isabelle
- Pascale Arbillot : Isabelle, l'ex femme de Vincent
- Clémentine Baert : Sabine, la nouvelle compagne de Max
- Valérie Bonneton : Véronique, l'ex femme de Max
- José Garcia : Alain
- Mikael Wattincourt : Alex, le nouveau compagnon de Vincent
- Tatiana Gousseff : Catherine, la nounou de Mila
- Joël Dupuch : Jean-Louis
- Hocine Mérabet : Nassim
- Jeanne Dupuch : Jeanne, la fille de Max et Véronique
- Néo Broca : Elliot, le fils de Vincent et Isabelle
- Marc Mairé : Arthur, le fils de Max et Véronique
- Ilan Debrabant : Nino, le fils de Marie
- Philippe Vieux : L'agent immobilier
- Gwendoline Hamon : Géraldine, une amie de Véronique
- Karim Adda : Xavier
- Jean-René Privat : Franck
- Mathilde Tantot et Pauline Tantot : Les jumelles
- Xavier Alcan : M. Lagrange
- Alexandra Mercouroff : Mme Lagrange
- Jean Dujardin : Ludo

## Production

### Genèse et développement
En février 2017, l'actrice Valérie Bonneton révèle qu'une suite au succès Les Petits Mouchoirs est en préparation et que le tournage devrait débuter en 2018, sans pour autant donner de précisions. En janvier 2018, le réalisateur Guillaume Canet confirme les propos de l'actrice.
Le 22 février 2018, Guillaume Canet révèle le titre du film. Il s'agit d'un hommage à Maurice Pialat et son film Nous ne vieillirons pas ensemble sorti en 1972, à qui Guillaume Canet voue un « amour inconditionnel ».
Une première bande-annonce est révélée le 3 mars 2019.
Le 25 avril 2019, Marion Cotillard confie que le personnage de Marie qu'elle interprète avait été inspiré à Guillaume Canet par elle-même. Elle indique que le personnage a évolué dans ce nouvel opus et qu'il ne lui ressemble plus vraiment.

### Attribution des rôles
François Cluzet, Marion Cotillard, Gilles Lellouche, Laurent Lafitte, Benoît Magimel, Pascale Arbillot, Valérie Bonneton et Joël Dupuch reprennent leurs rôles du premier film. Ils sont rejoints par Clémentine Baert, José Garcia et Gwendoline Hamon.

### Tournage
Le tournage débute en mars 2018 sur le bassin d'Arcachon, notamment au Cap Ferret.

## Accueil

### Sorties
Le film devait initialement être distribué en France par EuropaCorp Distribution. Cependant, en décembre 2018, à la suite de difficultés financières, la société ferme son entité de distribution et est remplacée par Pathé Distribution. Il sort le 1er mai 2019 en Belgique, en France et en Suisse romande.

### Accueil critique
Le film reçoit des retours mitigés avec une moyenne de 2,7/5 sur Allociné, à partir de l'interprétation de 32 titres de presse.
Première est le plus enthousiaste et trouve que la suite du film Les Petits Mouchoirs est réussie : « une suite éclatante ». Télérama est très peu convaincu par cette suite : « Neuf ans après, Guillaume Canet réunit sa troupe des Petits Mouchoirs. Mais rien ne justifie cette suite, succession de sketches sans charme ».

### Box-office
| Pays ou région | Box-office        | Date d'arrêt du box-office | Nombre de semaines |
| -------------- | ----------------- | -------------------------- | ------------------ |
| France         | 2 800 004 entrées | 6 août 2019                | 13                 |
| Total mondial  | 3 093 816 entrées | 6 août 2019                | 13                 |

## Distinction
En 2020, Nous finirons ensemble a été sélectionné 2 fois dans diverses catégories et n'a remporté aucune récompense,.

### Nomination
- César 2020 : nommé au César du public pour Guillaume Canet.
- Globes de cristal 2020 : Meilleur acteur pour Benoît Magimel.